# 苺摘み物語
「苺摘み物語」（いちごつみものがたり）は、中原麻衣&清水愛の2作目のシングル。2006年8月23日にLantisからリリースされたシングル。

## 解説
表題曲「苺摘み物語」は、テレビアニメ『ストロベリー・パニック』の後期エンディングテーマとして発表された。曲名と歌詞、メロディは、百合を想起させる仕上がりになっている。
PVを収録したDVDが付いている。

## 収録曲
1. 苺摘み物語 [4:18]
  - 作詞: 畑亜貴、作曲・編曲: 大久保薫
2. Venus Panic [4:09]
  - 作詞: 畑亜貴、作曲・編曲: 稲田昌宏
3. 苺摘み物語（OFF VOCAL）
4. Venus Panic（OFF VOCAL）